# Jitzhak Zuckerman

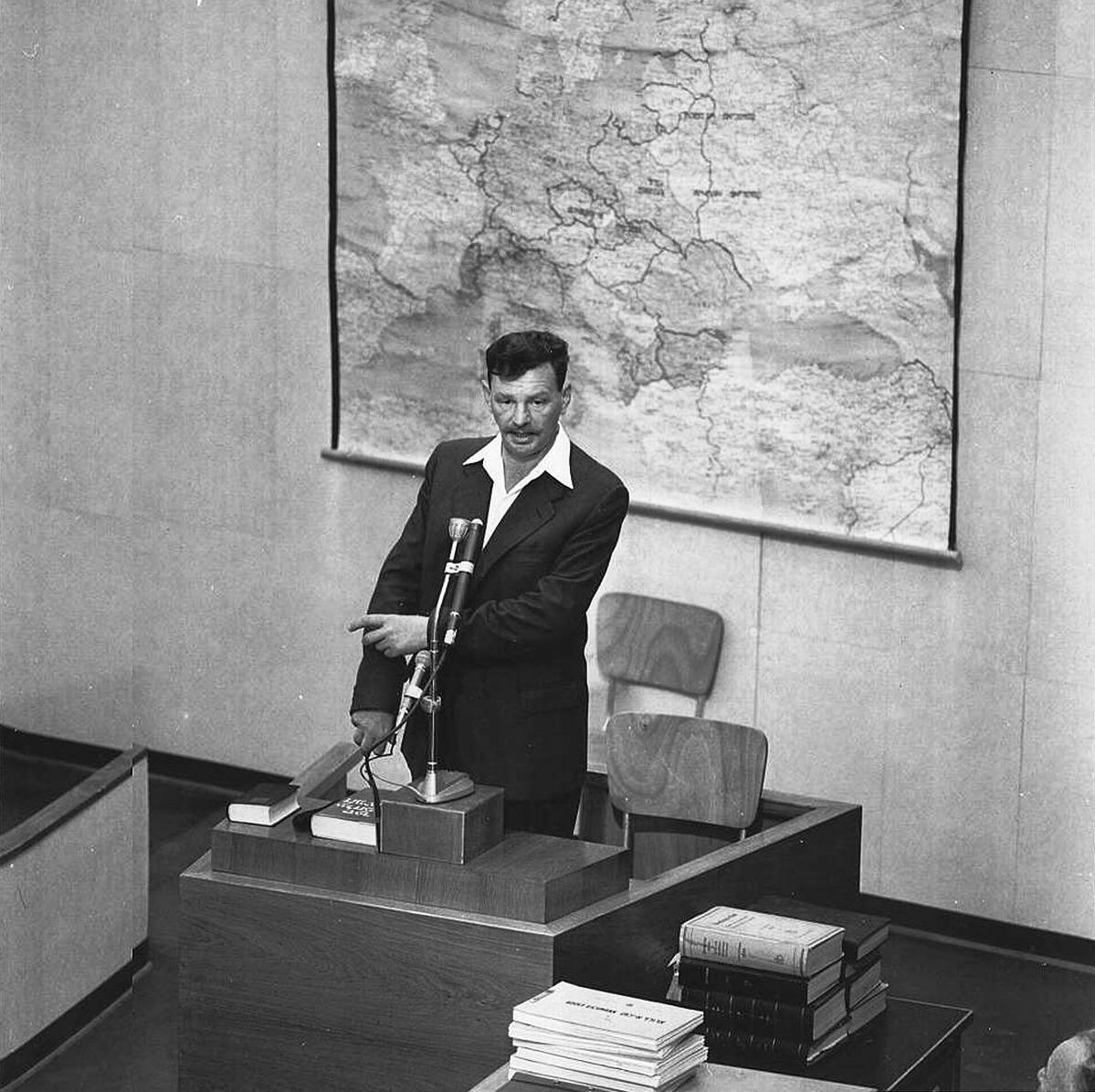
Zuckerman beim Eichmann-Prozess (1961)

Jitzhak Zuckerman, auch: Icchak Cukierman und andere Transliterationen (geboren 13. Dezember 1915 in Wilna, Russisches Kaiserreich; gestorben 17. Juni 1981 im Kibbuz Lochamej haGeta’ot, Israel), war ein jüdischer Widerstandskämpfer im während des Zweiten Weltkriegs von Deutschland besetzten Polen.

## Leben
Zuckerman besuchte die Schule im nun zu Polen gehörenden Wilna und war Mitglied der zionistischen Jugendorganisation Hechaluz. Ab 1936 arbeitete er in Warschau als Funktionär für Hechaluz und für die Nachfolgeorganisation Dror Hechaluc als Generalsekretär.
Nach der deutschen und sowjetischen Besetzung Polens 1939 ging er zunächst in den sowjetisch besetzten Teil, um dort illegale Organisationen aufzubauen, und kehrte im April 1940 in das deutsch besetzte Warschau zurück, wo die jüdische Bevölkerung im Oktober 1940 ghettoisiert wurde. Im Warschauer Ghetto, aber auch in anderen polnischen Regionen organisierte er zunächst vielfältige Bildungsaktivitäten.

## Widerstand im Warschauer Ghetto
Als im Winter 1941 das Ausmaß des Holocaust im Ghetto Wilna und im Vernichtungslager Kulmhof bekannt wurde, forderte Zuckerman den bewaffneten Widerstand vom Judenrat des Ghettos. Als die Massendeportationen aus dem Warschauer Ghetto im Juli 1942 begannen, war er unter denen, die die Jüdische Kampforganisation (ŻOB) gründeten. Während er sich im Dezember 1942 im Ghetto Krakau aufhielt, unternahm die dortige Widerstandsorganisation einen Anschlag auf ein von den deutschen Besatzern frequentiertes Café.
Im Januar 1943 kam es in Warschau unter der Leitung von Mordechaj Anielewicz zu einer bewaffneten Widerstandsaktion gegen die Deportationen, beteiligt daran war Zuckermans spätere Ehefrau, die Partisanin Zivia Lubetkin. Zuckermans Aufgabe war nun vornehmlich, die Verbindung zu den polnischen Widerstandsorganisationen Armia Ludowa und Armia Krajowa zu halten. Als im April 1943 der Aufstand im Warschauer Ghetto losbrach, hielt er sich gerade illegal im „arischen“ Teil Warschaus auf und unterstützte den Aufstand von außen. Über ihn gelangten Mitteilungen des ŻOB-Leiters Anielewicz an die internationale Presse.
Nach der Niederschlagung des Aufstandes  sorgte er dafür, dass eine Gruppe Widerstandskämpfer am 12. Mai 1943 nach einer 48-stündigen Flucht durch die Warschauer Kanalisation jenseits der Ghettomauern in Sicherheit gebracht werden konnte. Die wenigen Überlebenden kooperierten mit dem polnischen Widerstand, und im August 1944 nahm Zuckerman mit einer jüdischen Kampfgruppe am Warschauer Aufstand aufseiten der polnischen Heimatarmee gegen die deutsche Besatzung teil.

## Leben nach dem Krieg
Nach Kriegsende gehörte er zur jüdischen Organisation Bricha, die die Flucht der überlebenden Juden aus Osteuropa nach Westeuropa und deren illegale Einwanderung nach Palästina organisierte. Seine eigene Migration nach Palästina war erst Anfang 1947 erfolgreich.  Im Staat Israel waren er und seine Frau am Aufbau des Kibbuz Lochamej haGeta’ot beteiligt, in dem sie fortan arbeiteten und eine Familie gründeten.
1961 wurde er als Zeuge im Eichmann-Prozess gehört. Nach dem Sechstagekrieg 1967 trat er der Bewegung für ein Großisrael bei, die die im Krieg eroberten Gebiete annektieren wollte und die später eine Fraktion des sich gründenden Likud wurde.
Im Jahr 2001 wurde er im Film Uprising von David Schwimmer dargestellt.

## Schriften (Auswahl)
- A Surplus of Memory: Chronicle of the Warsaw Ghetto Uprising. Ins Englische übersetzt und herausgegeben von Barbara Harshav. Univ. of California Press, Berkeley 1993, ISBN 0-520-07841-1  (Interview 1976)